# Nuestra Señora del Rosario (Popayán)
Nuestra Señora del Rosario, comúnmente conocida la Virgen del Rosario, es una imagen de la Santísima Virgen María en la advocación de Nuestra Señora del Rosario, venerada en la ciudad de Popayán, capital del departamento del Cauca en Colombia. Teniendo su principal santuario situado en el Claustro de la Orden de los Predicadores o Padres Dominicos ubicado en pleno Centro Histórico de Popayán.
La talla de la virgen que actualmente preside el altar mayor de la Iglesia de Santo Domingo, es considerada como la imagen más antigua en llegar a la ciudad de Popayán y que aún hoy se le rinde veneración, siendo fechada su llegada hacia 1552 junto con la Orden de Predicadores. Se sabe que fue traída de la península ibérica y pertenece al barroco de la floreciente Escuela española de arte del siglo XVI.

## Historia
La Orden de Predicadores llegaron a la naciente villa de Asunción de Popayán hacia 1552, quienes trajeron consigo una modesta pero hermosa imagen de la Virgen del Rosario, quien desde tiempos de Santo Domingo de Guzmán era la patrona y protectora de los Dominicos, siéndole otorgado en julio de 1200 al Santo Fundador el santo rosario por ella misma dándole además una serie de promesas que tiempo después se las recordaría a Alano de Rupe.
Al ser asignado el solar correspondiente a al Orden Dominica, se iniciaron los trabajos de construcción de una rústica choza pajiza para capilla junto a un primitivo convento de adobe y bahareque, siendo entronizada la imagen de la Nuestra Señora del Rosario como la patrona y protectora del nuevo claustro.
Esta imagen recién llegada es atribuida a la escuela de Sevilla, más exactamente a Juan Bautista Vásquez “El Viejo”, escultor de origen abulense (Ávila, España). La talla costo 380 pesos oro de veinte quilates y fue adquirida por una incipiente cofradía conformada por 11 hombres provenientes de Vizcaya, entre los que se destacan Juan de Verganza y Bernardo de San Juan.
Con el terremoto de 1566, la capilla se volvió a levantar con mejores materiales y estructura. Siendo creada formalmente hacia 1588 la Cofradía del Rosario de la Orden de los Predicadores, por los mismos hombres que adquirieron la talla de la virgen, con el fin definitivo de salvaguardar la imagen de la virgen y promover su devoción entre los pobladores de Popayán, extendiéndose rápidamente por las misiones dominicas la fe hacia Nuestra Señora del Rosario, el uso del mismo y el culto a Jesús en la figura del Amo Jesús.
La nueva versión del templo fue inaugurado el 10 de abril de 1588 siendo dedicado a Nuestra Señora del Rosario, aunque comúnmente se lo conoce hasta la actualidad como Santo Domingo por su relación con los padres Dominicos.
Con el terremoto del 2 de febrero de 1736 se hizo urgente la reconstrucción de todo el complejo monástico, por lo que se les encargó a los arquitectos Antonio García y Gregorio Causi los planos y la dirección de las obras, que contaron con el enorme mecenazgo de las familias Arboleda y Tenorio así como de personajes ilustres como el Deán Mateo de Castrillón como del prócer Francisco José de Caldas. En posteridades la iglesia recibiría remodelaciones de Adolfo Dueñas hacia el siglo XIX.
Con las guerras de independencia y los conflictos civiles que azotaron primero a la Nueva Granada y posteriormente a Colombia trajeron enorme inestabilidad a la región, lo cual se vio constatado en lamentables sucesos como el saqueo de bienes sacros y valiosos por parte de Antonio Nariño o la enajenación de manos muertas por parte de Tomás Cipriano de Mosquera, que no solo consiguieron la expulsión de los dominicos del país, sino que también la donación del claustro a la Universidad del Tercer Distrito y la sustracción de varias joyas y trajes lujosos de la Santísima Virgen, así como la disolución de la Cofradía del Rosario que se desintegró por la falta de apoyo económico y social. 
Actualmente la iglesia en su conjunto, con toda su colección de muebles incluida la antiquísima imagen de Nuestra Señora del Rosario fueron declarados como Bien de Interés Cultural del Ámbito Nacional por medio del Decreto del 11-XII-1996.

## Características

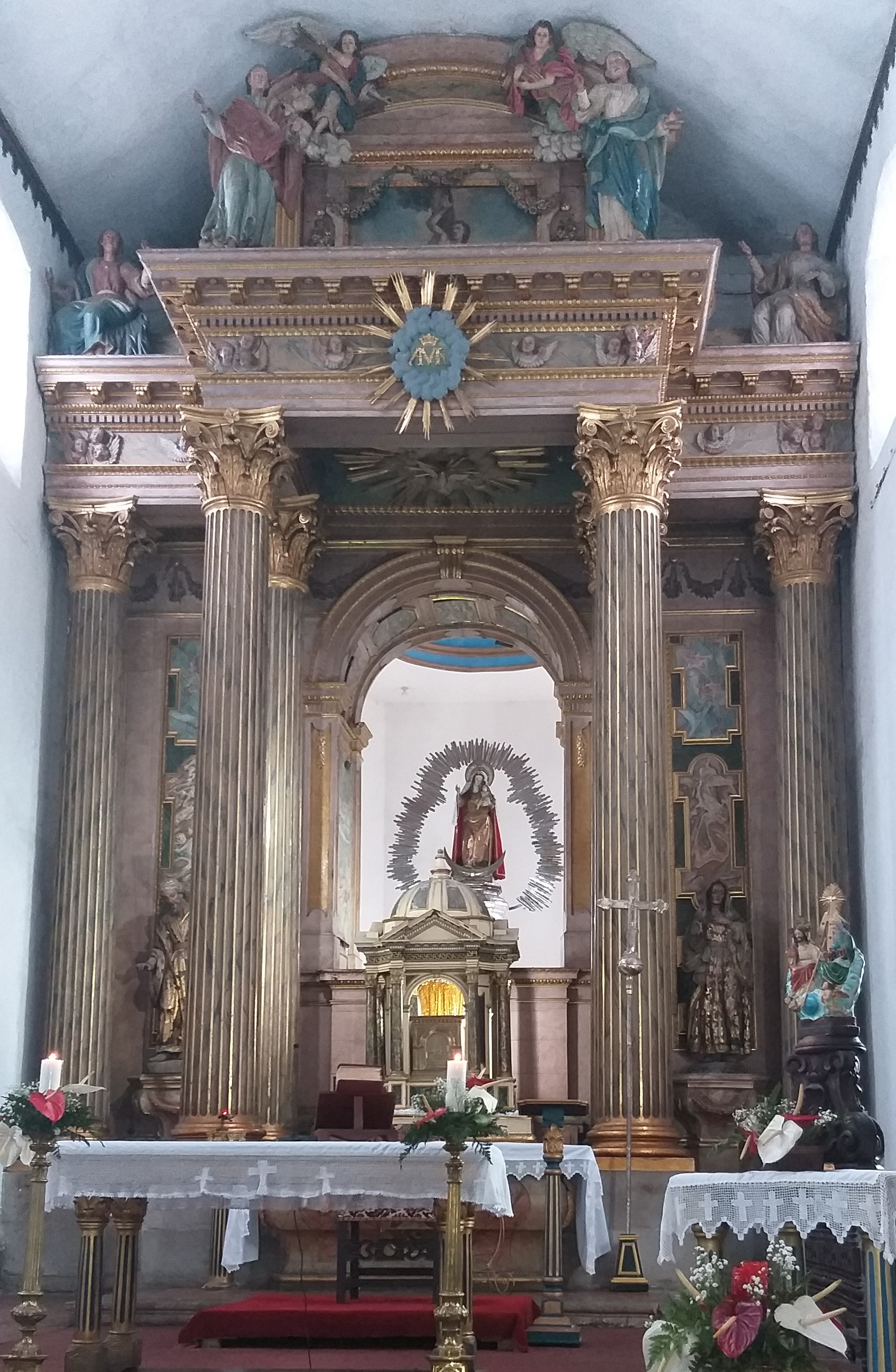
La Virgen del Rosario, presidiendo el retablo mayor de la Iglesia de Santo Domingo.

La imagen de Nuestra Señora del Rosario representa a la Santísima Virgen María de pie con un vestido dorado tallado y estofado en pan de oro, cuya mano derecha esta alzada mostrando un fino rosario. Mientras que con su brazo izquierdo sostiene al Niño Jesús cuya mirada esta dirigida hacia su madre, con el pasar de los años el niño perdió su brazo derecho.
En su cabeza adornada por cabellos naturales donados cubiertos por un fina velo de encaje del que se desprende una capa que cubre tanto al niño como a su madre. estando ella coronada por una aureola de oro y rodeando a todo el conjunto un resplandor de rayos de plata, algo muy típico en las imágenes de las virgenes payanesas. Bajo a sus pies tiene una media luna plateada con una estrella en cada extremo, simbolizando el ideal de la mujer que se narra en el capítulo 12 del libro de Apocalipsis.
La imagen fue ricamente ornamentada con corona de plata y juego de diademas, vestidos importados de España, y un magnífico Rosario de perlas del mediterráneo. La imagen reposa en el altar mayor que es de estilo neoclásico, diseñado por el sacerdote y arquitecto Marcelino Pérez de Arroyo y ejecutado por el maestro Camilo Guevara en madera de cedro. Compuesto por 6 columnas estriadas de orden corintio. El remate del altar tiene cuatro ángeles que representan las virtudes cardinales que a su vez sostienen el lienzo de San Sebastián (Patrón del claustro) obra de Pedro Tello.

## Ornamentos
Muchos de ellos se encuentran custodiados en el Museo Arquidiocesano de Arte Religioso, otros muchos fueron hurtados o se extraviaron con el pasar del tiempo. Como ejemplares de lo resguardado se encuentra:
- Corona mayor de Nuestra Señora del Rosario
- Coronas menores de Nuestra Señora del Rosario

Ambas se ubican en la bóveda del museo junto a las conocidas custodias de orfebrería payanesa y otros objetos valiosos que no pueden exhibirse al público sin estar fuertemente custodiados, debido a su incalculable valor material y cultural.
Otros ornamentos como el resplandor de plata, es utilizado para engalanar a la imagen de Nuestra Señora de los Dolores de la Soledad durante la Semana Santa en Popayán, sobre todo en la Procesión del Santo Entierro de Cristo realizada el Viernes Santo.